# Leo Van Broeck
Leo Van Broeck (Antwerpen, 23 augustus 1958) is een Vlaams ingenieur-architect. Van 2016 tot 2020 was hij de vierde Vlaams Bouwmeester. Hij is medeoprichter van het architectenbureau Bogdan & Van Broeck en docent architectonisch en stedenbouwkundig ontwerpen aan de Katholieke Universiteit Leuven.
Van Broeck is een belangrijke stem in het maatschappelijk debat over architectuur, ruimtelijke ordening en duurzaamheid. Hij pleit voor verdichting, kernversterking en een aantrekkelijke en kwalitatieve stedelijke ruimte. Hij draagt bij aan de bewustwording van het belang van herstel en uitbreiding van biodiversiteit en ecosysteemruimte en zet zich in voor het terugdringen van het landgebruik door de mens.

## Opleiding
Van Broeck studeerde burgerlijk ingenieur-architect (1981) en filosofie (1984) aan de KU Leuven.

## Architect
In 1985 richtte Van Broeck zijn eigen architectenbureau Leo Van Broeck Architecten op. Vanaf 1998 leidde hij samen met Pieter Meuwissen het bureau VBM-architecten. Hij verliet het bureau in 2007, toen hij samen met Oana Bogdan het architectenbureau Bogdan & Van Broeck oprichtte. Sinds zijn pensioen (2023) blijft Van Broeck actief als consultant op het vlak van architectuur, ruimtelijke ordening en duurzaamheid. Hij is onder meer lid van de Club Van Rome, lid van de Raad van Bestuur van het Zoniënwoud en voorzitter van het Expertencomité Klimaat van het Brussels Gewest.

## Onderwijs
Van Broeck doceert sinds 1995 aan de faculteit Toegepaste Wetenschappen van de KU Leuven. In zijn lessen behandelt hij thema's zoals duurzaamheid, constructie, ruimtelijk rendement en het maatschappelijk belang van architectuur. 

## Bouwmeesterschap
Als Vlaams Bouwmeester (2016-2020) heeft Van Broeck de relatie tussen ruimtelijke ordening en duurzaamheid hoog op de agenda gezet. Van Broeck stelt dat we onze architectuur, ruimtelijke ordening en landgebruik radicaal moeten heroriënteren om opnieuw plaats te maken voor de natuur. Hij wijst erop dat het verlies van biodiversiteit en de teloorgang van ecosystemen een nog grotere bedreiging vormen voor de mensheid dan de klimaatopwarming. 
Als Vlaams Bouwmeester stimuleerde Van Broeck projecten van ontharding, verdichting en natuurcreatie. Hij riep onder meer de Bouwmeester Scan in het leven, een instrument waarmee gemeenten en steden in Vlaanderen snel werk kunnen maken van een duurzamer en beter ruimtegebruik. In 2018 was Van Broeck als Vlaams Bouwmeester mede-curator van de Biënnale van Rotterdam.

## Plannen voor Plaats
Tijdens zijn mandaat als Vlaams Bouwmeester besteedde Van Broeck veel aandacht aan de communicatie naar een breed publiek. In die periode gaf hij honderden lezingen verspreid over het hele land. Samen met Nic Balthazar maakte hij de film Plannen Voor Plaats, waarin hij zijn ideeën over duurzaam ruimtegebruik toelicht en een pleidooi voert om anders na te denken over wonen, stadsontwikkeling, ruimtegebruik en mobiliteit in Vlaanderen.

## Youth for Climate
In de periode van de klimaatbetogingen en schoolstakingen (2019) richtte Van Broeck op vraag van Youth for Climate een expertenpanel op met als doel om een reeks maatregelen in kaart te brengen die de overheid moet nemen om tegemoet te komen aan de internationale klimaatakkoorden. Samen met Jean-Pascal van Ypersele stelde hij een lijvig rapport op over Klimaat en Duurzaamheid, een taak waaraan meer dan honderd wetenschappers en specialisten vrijwillig hebben meegewerkt.

## Architectuurcultuur
Van Broeck ijverde heel zijn loopbaan voor het versterken van het bewustzijn over het maatschappelijke en culturele belang van architectuur en stedenbouw. Hij is oprichter (1997) en voormalig voorzitter (1997-2003) van de Vereniging Stad en Architectuur (Leuven) en voormalig voorzitter (2013-2016) van de Federatie van Belgische Architectenverenigingen (FAB). Van Broeck stond ook aan de wieg van het huidige VAi. Van 1999 tot 2001 was hij, samen met Koen Van Synghel, opdrachthouder van de Vlaamse regering voor de oprichting van het Vlaams Architectuurinstituut. 
- Library of Congress Control Number: nb2019003736
- Union List of Artist Names: 500250494
- Virtual International Authority File: 159359347